# Handball-Bayernliga 1968/69
Die Saison 1968/69 der Handball-Bayernliga war die elfte Spielzeit der höchsten bayerischen Handballliga, die unter dem Dach des „Bayerischen Handballverbandes“ (BHV) organisiert wurde und zugleich die letzte Saison, in der die Bayernliga an einer zweithöchsten Spielklasse im deutschen Ligensystem teilnahm. Mit Einführung der Handball-Regionalliga 1969/70 wurde die Bayernliga als dritthöchste Liga geführt.

## Saisonverlauf
Meister und Teilnehmer an den Aufstiegsspielen zur Bundesliga war der TSV Allach 09. Allach konnte sich nicht für die Bundesliga qualifizieren. Vizemeister wurde der TSV Milbertshofen. Meister und Vizemeister waren für die zweitklassige Regionalliga Süd 1969/70 qualifiziert. Die Absteiger waren der ESV München-Laim, Laim hatte das um 21 Tore schlechtere Torverhältnis gegenüber dem TV Coburg-Neuses und der TSV 09 Landshut.

### Teilnehmer
An der Bayernliga 1968/69 nahmen 10 Mannschaften teil. Neu in der Liga waren die TG 1848 Würzburg und die Regensburger TS, beides Aufsteiger aus der untergeordneten Landesverbandsliga Bayern. Nicht mehr dabei waren die Vorsaisonabsteiger TV 1860 Bamberg und VfB Coburg 07.

### Modus
Es wurde eine Einfachrunde gespielt. Platz eins war der Bayerische Meister und Teilnahmeberechtigt an den Aufstiegsspielen zur Handball-Bundesliga. Platz eins und zwei waren die Aufsteiger in die Regionalliga Süd 1969/70. Die Plätze neun und zehn mussten als Absteiger den Weg in die untergeordnete Landesverbandsliga antreten.

### Abschlusstabelle
Saison 1968/69 
|     | Mannschaft            | Spiele | Punkte |
| --- | --------------------- | ------ | ------ |
| 1.  | TSV Allach 09         | 9      | 17:1   |
| 2.  | TSV Milbertshofen     | 9      | 16:2   |
| 3.  | TG 1848 Würzburg (N)  | 9      | 12:6   |
| 4.  | Post SV Regensburg    | 8      | 11:5   |
| 5.  | TSV 1860 Ansbach      | 9      | 9:9    |
| 6.  | TSV 1861 Zirndorf (M) | 8      | 7:9    |
| 7.  | Regensburger TS (N)   | 9      | 6:12   |
| 8.  | TV Coburg-Neuses      | 9      | 5:13   |
| 9.  | ESV München-Laim      | 9      | 5:13   |
| 10. | TSV 09 Landshut       | 9      | 0:18   |

Bereich des „Bayerischen Handballverbandes“ (BHV)

(M) = Meister (Titelverteidiger) (N) = Neu in der Liga (Aufsteiger) 

 Meister und Aufsteiger zur Handball-Regionalliga Süd 1969/70
 Aufsteiger zur Handball-Regionalliga Süd 1969/70
 „Für die Bayernliga 1969/70 qualifiziert“ 
  „Absteiger“